# 特拉沃西
特拉沃西（法語：Travecy，法語發音：[tʁavsi]）是法国上法蘭西大區埃纳省的一个市镇，属于拉昂区。

## 地理
特拉沃西（49°41'17"N, 3°21'34"E）面积14.52 平方千米，位于法国上法蘭西大區埃纳省，该省份为法国北部内陆省份，北起北部省，西接索姆省和瓦兹省，东临阿登省和马恩省，西南至塞纳-马恩省，东北部与比利时接壤。
与特拉沃西接壤的市镇（或旧市镇、城区）包括：阿什里、博托尔、拉费尔、利耶、马约、勒米尼、泰爾尼耶、旺德伊。

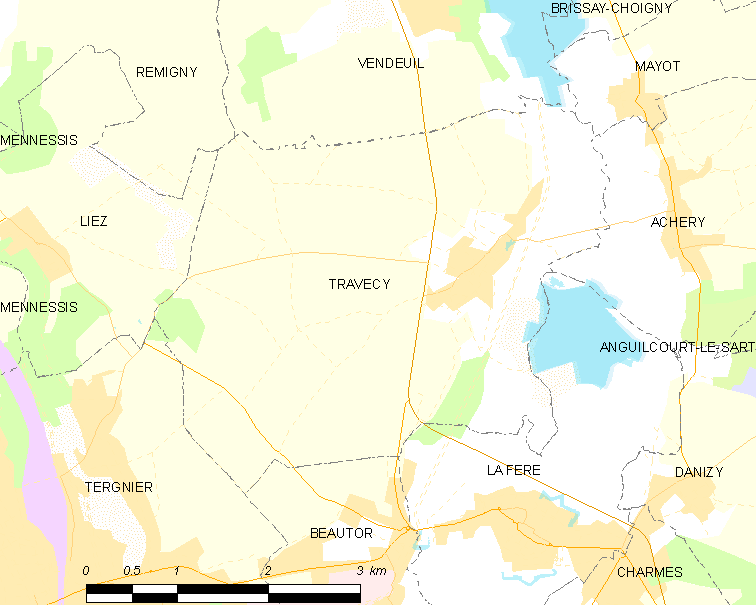
特拉沃西的OSM定位图

特拉沃西的时区为UTC+01:00、UTC+02:00（夏令时）。

## 行政
特拉沃西的邮政编码为02800，INSEE市镇编码为02746。

## 政治
特拉沃西所属的省级选区为泰爾尼耶縣。

## 人口

1962-2008年间特拉沃西人口变化图示

特拉沃西于2022年1月1日时的人口数量为683人。